# Notice sur les Plantes a ajouter a la Flore de France
Notice sur les Plantes a ajouter a la Flore de France (abreviado Not. Fl. France) es un libro con ilustraciones y descripciones botánicas que fue escrito por el naturalista, médico y botánico francés Jean Louis August Loiseleur-Deslongchamps y publicado en el año 1810.